# Man on the Moon: The End of Day
Man on the Moon: The End of Day (en español: Hombre en la Luna: el final del día) es el álbum debut del rapero estadounidense Kid Cudi, lanzado el 15 de septiembre de 2009 bajo el sello discográfico GOOD Music. 
Es un álbum conceptual que siguió al lanzamiento de su primer mixtape, A Kid Named Cudi, lanzado en 2008. La producción de este álbum tuvo lugar desde 2007 hasta 2009 y fue llevada a cabo por varios productores discográficos, incluyendo a Cudi, Kanye West, Emile Haynie, Plain Pat, No I.D., Dot da Genius y Jeff Bhasker, entre otros.
Man on the Moon: The End of Day contó con tres sencillos —«Day 'n' Nite», «Make Her Say» y «Pursuit of Happiness»— que tuvieron éxito en las listas de canciones, especialmente el primero, que se convirtió en un sencillo certificado de platino en los Estados Unidos. Para darle más promoción al álbum, Cudi hizo giras con Asher Roth y Lady Gaga. Al momento de su lanzamiento, Man on the Moon: The End of Day recibió reseñas positivas de la mayor parte de los críticos musicales, quienes lo elogiaron por su composición musical y su enfoque original para ser una grabación de hip hop. Además de haber sido incluido en la lista de los mejores álbumes del año por los críticos musicales, recibió tres nominaciones a los premios Grammy.
El álbum debutó en la cuarta posición tanto en la lista del Billboard 200 como en la de Top Rap Albums de la revista Billboard y vendió más de 104 000 copias en su primera semana de lanzamiento en los Estados Unidos. Más tarde se convirtió en un álbum de oro certificado por la Recording Industry Association of America (RIAA), ya que sus ventas excedían las 500 000 copias en su país de origen. Sin embargo, el álbum no fue tan exitoso comercialmente fuera de Estados Unidos y alcanzó por lo general su posición más alta en las listas por debajo del quincuagésimo lugar.
En el 2020 el álbum fue incluido en la lista de los 500 mejores álbumes de todos los tiempos de la revista Rolling Stone, ocupando el puesto 459.

## Antecedentes
Según Allmusic, poco después de haberse anunciado que Cudi lanzaría Man on the Moon, el álbum «entró de lleno en la categoría de "muy esperado"». Antes de que el álbum fuera consentido por Universal Motown y GOOD Music, Cudi ya había trabajado coescribiendo cuatro de los temas de 808s & Heartbreak, el cuarto álbum de estudio de su mentor y compañero de rap Kanye West. Cudi dijo que sin esos éxitos musicales, Man on the Moon: The End of Day no habría sido aceptado por ninguna discográfica importante. Cudi, quien se convirtió en colaborador y protegido de West, esperaba que su álbum, próximo a lanzarse, le mostrara a la gente que tenía voz propia y eso le permitiera distinguirse. Originalmente se esperaba que el álbum se titulara Man on the Moon: The Guardians; sin embargo, el 24 de mayo de 2009 Cudi confirmó que cambiaría el subtítulo por «The End of Day». Planeaba hacer de este álbum el primero de una trilogía, donde la próxima entrega se titulara The Ghost and the Machine. El título Man on the Moon se inspira parcialmente en el comediante Andy Kaufman.
Antes del éxito de «Day 'n' Nite», el rapero había dicho que no pensaba mezclar jamás la política o el humor con el contenido de sus letras. Tras darse cuenta del poder de su voz, decidió hacer canciones únicas e importantes, por lo que se concentró en el mensaje más que en la creación de música vana. Comentó que hasta ese momento su modus operandi «era simplemente: "Oye, estoy haciendo estos temas que suenan bien y tengo pocos mensajes en ellos"» pero aun así mantenía su estilo. Aunque Cudi tenía un mensaje para cada canción, eligió evitar el uso de letras confusas, puesto que no quería escribir material que él normalmente no diría o usaría en la vida real. Consideraba que ser auténtico con uno mismo era muy importante. Dijo, además: «No hablo como un maldito nerd, hablo como un tipo común y corriente».
Compuso «Day 'n' Nite» luego de la muerte de su tío. Los dos estaban peleados y no se hablaban desde que su tío lo echara de la casa sin que Cudi pudiera encontrar otro lugar donde vivir. Ofendido, Cudi nunca se disculpó con él hasta su muerte, de lo cual ahora se lamenta. Otras canciones en el álbum ayudan a explicar partes de ese sencillo. En el 2007, Drake, uno de los primeros simpatizantes de Cudi, había mostrado interés en hacer un remix oficial de la canción con él. Sin embargo, Cudi no quiso, ya que no estaba interesado en trabajar con personas que estuvieran en «la misma esfera creativa» que él y porque estaba en medio del proceso de creación de sus propias obras. Al iniciar cuarto grado, y cada vez más estresado por la muerte de su padre cuando apenas tenía once años, Cudi comenzó a soñar sobre su propia muerte, normalmente en un accidente automovilístico. Todas estas cosas las canalizó en su material. Hablando con la revista BlackBook en mayo de 2009, Cudi comentó sobre el contenido del álbum:

«Cada canción es un mensaje. Todas las partes pegadizas de las canciones son dignas de estadios, para que la gente cante a coro, poderosos ensamblajes que no puedo esperar a que sean escuchados en la magnitud de los estadios. Mi álbum definitivamente debe escucharse a todo volumen, pero también es un gran álbum si solo estás fumando y necesitas irte a dormir. Hasta ahora ya sé cómo quiero que sean los primeros siete temas de mi álbum y si escucho estos siete desde el principio hasta el final, pierdo la conciencia y se convierte en el mejor viaje de todos. Tienes que estar drogado para apreciar la instrumentación y cómo todo encaja en el álbum, pero no hace falta que lo estés para simplemente disfrutarlo en general».

## Composición

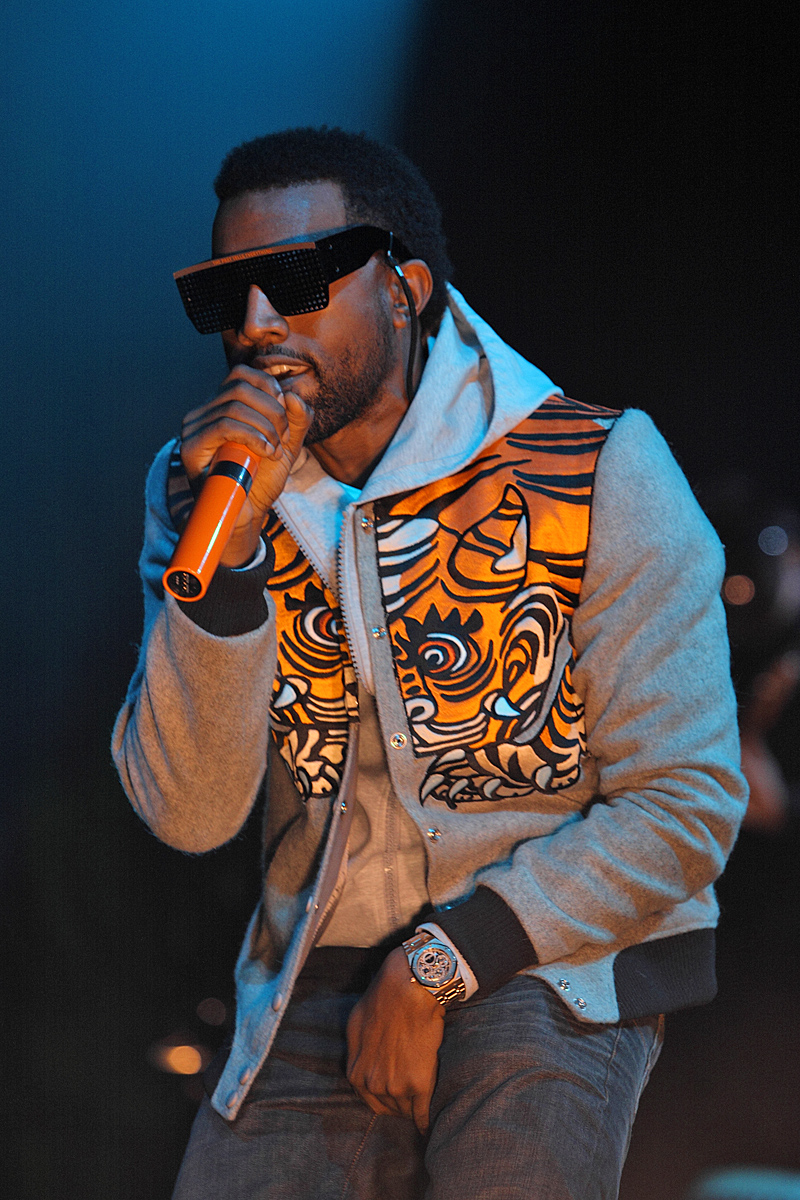
Kanye West fue productor ejecutivo del álbum, colaboró en la escritura de dos canciones y cantó en el tema «Make Her Say».

Man on the Moon: The End of Day es un álbum conceptual compuesto por una serie de temas autobiográficos de carácter oscuro y deprimente, los cuales se separan en cinco actos que giran en torno a «Day 'n' Nite» en una trama misteriosa. Un crítico resumió que la historia habla de «[un] tipo solitario [que] se sienta en su habitación y sueña con el éxito. Usa drogas para calmar sus miedos y eludir los terrores de la noche. Finalmente se le reconoce como la celebridad que él sabía que era y vive una vida de superestrella... o quizás simplemente está soñando con esa etapa de su vida y estamos siendo testigos de cómo son sus sueños». Según Cudi, se tuvieron que agregar más canciones animadas para que los oyentes no sintieran que estaban escuchando un «álbum para cortarse las venas». Otro crítico señaló que en Man on the Moon: The End of Day, Cudi no rapea ni canta, sino que «va intrigando mediante una tercera forma: una especie de conversación suelta y confusamente melódica». Entre los músicos colaboradores se encuentran West, Ratatat y MGMT, entre otros, mientras que Common se encarga de narrar el álbum. En cuanto a las letras, Cudi rapea sobre la ansiedad y sus frecuentes pesadillas.
Las primeras dos canciones son una introducción sobre el rapero y sus problemas. Hay un lúgubre monólogo interno acerca del éxito, la falta de él y los conflictos internos de Cudi, donde les da la bienvenida a los oyentes diciéndoles que se encuentran en sus sueños. En «Soundtrack 2 My Life», un tema más atrevido, Cudi declara que «esta es la banda sonora sobre [su] vida». Allí plantea que su familia no notaba su tristeza y que él no estaba bien desde la muerte de su padre. El tercer tema, que es parte de la segunda mitad de la introducción, tiene un estilo como del espacio exterior, en parte por el sampling del grupo Orchestral Manoeuvres in the Dark que se utiliza, que muestra la disposición de los raperos por experimentar.
A continuación de los tres temas introductorios, hay otra sección de tres canciones donde Cudi se encierra en su mundo solitario. Al igual que su estado, la música es apropiadamente oscura. Este capítulo del álbum es la sección de la marihuana, mientras que más adelante el rapero está bajo psicodélicos. Son abundantes las referencias a ambas drogas durante la grabación, pero esta última sección mantiene «la cualidad de ciega al mundo de la primera». Son canciones íntimas, donde el tema a tratar es el estado de ser en la mente del rapero.
«Day 'n' Nite» es el punto de inflexión, en el cual se pasa del gris tema de la soledad a la vitalidad. Entre las canciones más alegres está «Enter Galactic (LoveConnection Part 1)», un «himno disco alucinante», que se inspira en una vez que el rapero y una amiga comían hongos mientras escuchaban a The Postal Service juntos. «Make Her Say» incluye un fragmento del muy exitoso tema «Poker Face» de Lady Gaga, así como estrofas cantadas por West y Common. Toma el estribillo pícaro y travieso de Gaga y lo convierte en una referencia poco refinada sobre el sexo oral para hacerlo «un sencillo súper pegadizo y con miras al futuro». En «Cudi Zone», asemeja el estilo de André 3000. El último tema de Man on the Moon: The End of Day es «Up Up and Away», un himno sobre el escape con el uso de drogas. A diferencia de otra música con el tema común de las drogas como medio para escapar de realidades desagradables, esta canción trata sobre liberarse de la dura realidad de la propia mente y corazón.

## Promoción

### Sencillos

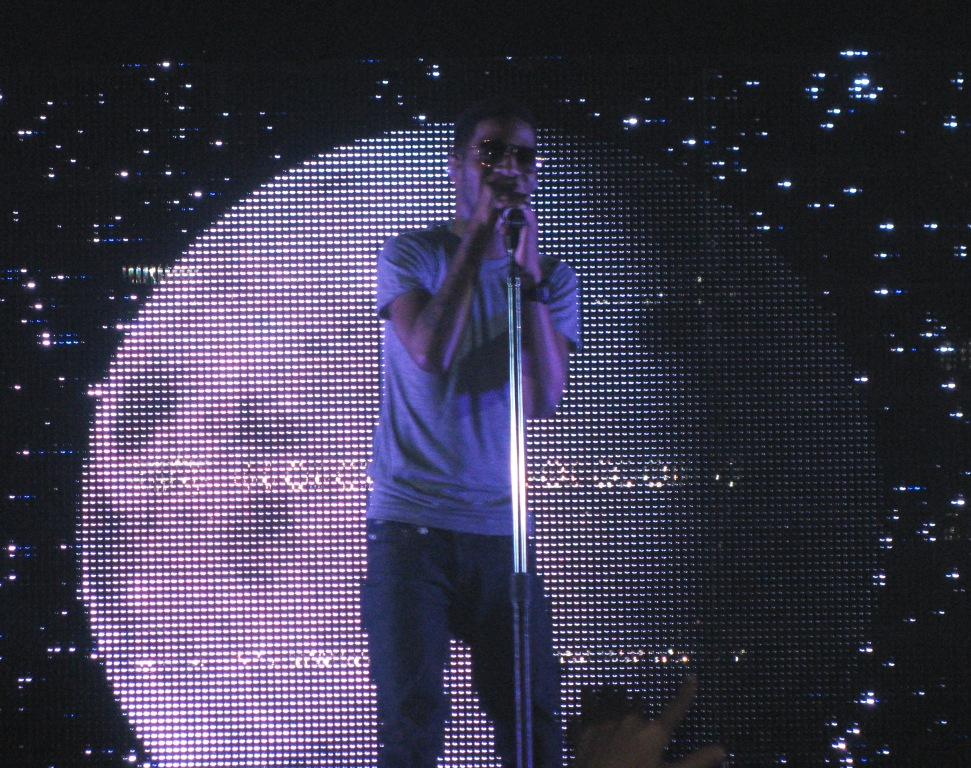
Cudi cantando temas de Man on the Moon: The End of Day en agosto de 2009.

El primer tema del álbum lanzado como sencillo fue «Day 'n' Nite», el cual fue un éxito comercial. Luego de debutar en la posición número noventa y ocho, logró llegar a la tercera posición del Billboard Hot 100, y se convirtió en la canción más exitosa de Cudi en esa lista. Alcanzando la segunda posición tanto en la lista del Reino Unido como en la de Bélgica, «Day 'n' Nite» también llegó al top 10 en las listas de sencillos en Francia y al top 20 en Irlanda, Alemania y Australia. Se convirtió en un sencillo de platino certificado por la Recording Industry Association of America (RIAA), ya que en julio de 2009 logró más de un millón de descargas digitales pagas en Estados Unidos. Aunque Cudi agradecía la oportunidad de hacer un video para «Day 'n' Nite» y disfrutaba del concepto general de ello, al final se sintió decepcionado porque la mayoría de sus ideas se ignoraron y no se añadieron a la grabación. Cuando vio el producto terminado por primera vez, afirmó haber aportado críticas, pero estas no se tomaron en cuenta. El rapero entonces decidió hacer otro video para la canción, el cual fue dirigido por el artista y director francés So Me.
A pesar de que Cudi declaró que tenía planeado lanzar «Sky Might Fall» como el segundo sencillo de Man on the Moon: The End of Day, no fue sino «Make Her Say» el elegido. Comparado con su sencillo anterior, «Make Her Say» fue menos exitoso en las listas musicales y logró como máximo la decimoctava posición en la lista de sencillos de Bélgica. Se grabó un video de este sencillo bajo la dirección de Nez Khammal, utilizando un efecto de pantalla dividida para crear la ilusión de que los tres artistas —Cudi, Kanye West y Common— habían sido filmados en el mismo lugar. En realidad, cada uno grabó sus escenas individuales en costas opuestas de los Estados Unidos: Common y Cudi fueron filmados en la ciudad de Nueva York mientras que West en Los Ángeles. El tercer y último sencillo fue «Pursuit of Happiness», lanzado el 25 de enero de 2010. Este logró llegar a la posición número cincuenta y nueve del Billboard Hot 100 y su posición más alta fue la número cuarenta y uno en la lista de sencillos en Australia.

### Gira

Cudi (derecha) cantando con Lady Gaga (centro) en su Monster Ball Tour en noviembre de 2009.

Al principio Cudi sostuvo que «no llamaría la atención hasta que saliera su álbum para evitar un hype innecesario». Pese a esta afirmación, entre julio y agosto de 2009 realizó una gira con el rapero Asher Roth. En octubre de ese mismo año, tocó todos los sencillos de su álbum en el festival de música The Ulalume en Maryland.
El rapero también realizó una gira con Lady Gaga como telonero durante la primera etapa de The Monster Ball Tour en América del Norte en 2009, donde él cantaba junto a Gaga el tema «Make Her Say». Menos de un mes más tarde, y poco después de un altercado con un miembro del público en Vancouver, se anunció que debido a problemas con los tiempos Cudi decidía dejar la gira. Una declaración oficial suya decía: «Kid Cudi ha decidido tomarse un descanso anticipado de la gira Monster Ball de Lady Gaga, a fin de organizar su calendario en lo que respecta a la grabación de su próximo álbum y sus responsabilidades de actuación. Cudi no quiere decepcionar a sus fans y seguirá con las fechas de sus conciertos individuales en diciembre y a lo largo del mes de enero». No obstante, en la edición de octubre/noviembre de la revista Complex, el rapero afirmó que lo habían echado de la gira: «¿Ella va a echarme de la gira porque no quiere ese tipo de energía negativa en sus conciertos? ¿En serio? Nunca le hice nada a esa chica».

## Recepción

### Crítica
Man on the Moon: The End of Day recibió reseñas positivas de la mayoría de los críticos musicales. En Metacritic, donde se asigna una calificación numérica a partir de las reseñas de los principales críticos, el álbum recibió un promedio de 71 sobre 100, basado en quince críticas, lo cual indica «reseñas favorables en general». The Boston Globe elogió la singularidad experimental del álbum: «Es transportador, audaz y ridículamente intrigante aunque solo sea porque es muy diferente» y lo llamó «un álbum en su propia órbita». Alabando «la imagen introspectiva, el oído para la melodía y el gusto ecléctico en los ritmos» de Cudi, el crítico musical de Entertainment Weekly, Simon Vozick-Levinson, otorgó al álbum una calificación de A- y afirmó que «Cudi resulta ser lo más raro del fenómeno del rap: un advenedizo publicitado exageradamente quien de verdad representa una prometedora fase nueva en la evolución del género».
En su crítica para el blog de música de Los Angeles Times, Ann Power consideró a Man on the Moon: The End of Day un «estreno sobresaliente» cuyo sampling y «airosa mezcla» ayudan a que las canciones sorprendan a los oyentes. Sin embargo, también comentó que «un elemento demasiado constante, por desgracia, es la voz de Cudi». David Jeffries de Allmusic le dio al álbum una calificación de 4 sobre 5 estrellas, mientras que señaló en su crítica que «este primer lanzamiento oficial es un álbum que llega al alma y puede requerir más paciencia que otro debut cualquiera. Además, el frío y complicado Man on the Moon perfecciona al hip-hop de ritmo futurista y sombrío que Kanye ideó un año atrás y recompensa al oyente con una devolución totalmente alucinante». Por otra parte, Steve Jones, escritor de USA Today, le dio la calificación más alta con 4 sobre 4 estrellas, y el crítico de música de Chicago Tribune, Greg Kot, lo calificó con 3,5 de 4 estrellas y afirmó que el álbum tenía potencial para hacer girar cabezas así como para «asaltar las listas».
Paul Schrodt, crítico de Slant Magazine, observó que el álbum intentaba tener «tanto una plataforma pop más grande como credibilidad independiente». Escribió que «Make Her Say» tenía uno de los estribillos más atrevidos del año y expresó que las estrofas de Cudi «son demasiado buenas para ser ignoradas» siempre y cuando no se las tome muy en serio. El periodista Michael Menachem de la revista Billboard declaró que Man on the Moon: The End of Day «no era para nada una grabación de hip-hop tradicional» y afirmó que «el lanzamiento [de Cudi] está hecho con confianza de una manera poética e ingeniosa». Ian Cohen de Pitchfork Media criticó negativamente al álbum, puesto que encontró frustrante que se sintiera más como un intento fallido que como una «propuesta imposible». Luego señaló que Cudi mancha en gran parte sus estrofas con un «gorjeo desafinado» que se salva gracias al Auto-Tune, el cual remarcó que ya sería «lo suficientemente molesto por su propia cuenta» si no fuera por las frecuentes «letras espantosamente aprobadas que te sacudirán con agudas punzadas de vergüenza».
En una crítica variada en gran parte, Jon Caramanica de The New York Times expresó su asombro ante la honestidad emocional que se incluía en las letras de Cudi, pero sintió que su moderado desempeño vocal disminuía su presencia en el álbum. Escribió que la grabación «es una oportunidad perdida, colosal y difícil de explicar, mal encaminada si es que en realidad está encaminada en lo más mínimo». Citando a los temas «Solo Dolo» y «Cudi Zone» como los más «atractivamente escalofriantes» y con una interpretación vocal compleja, desde su punto de vista general del álbum, Caramanica consideró que el resto de las canciones carecían de esa vivacidad e impulso y reducían a Cudi a una «insignificancia gaseosa». Jody Rosen, la crítica musical de la revista Rolling Stone, tuvo una reacción variada sobre Man on the Moon: The End of Day. A pesar de comentar que la música era interesante y la angustia de Cudi auténtica, concluyó que a su rap le faltaba inspiración.

### Comercial
El 23 de septiembre de 2009, el álbum debutó en la cuarta posición del Billboard 200 y vendió 104 000 copias en su primera semana de lanzamiento, por detrás de The Blueprint 3 de Jay-Z, I Look to You de Whitney Houston y The Resistance de Muse. El álbum también figuró y alcanzó la misma posición en la lista Top Rap Albums de Billboard. No logró alcanzar posiciones más altas en esas listas y más tarde fue superado por el álbum de estudio posterior, Man on the Moon II: The Legend of Mr. Rager (2010). Man on the Moon: The End of Day también estuvo en el top 10 de la lista de Top R&B/Hip-Hop Albums. En la lista de fin de año del Billboard 200 de 2009, Man on the Moon: The End of Day se encontraba listado en el número ciento cincuenta y siete.
Tras un año de su lanzamiento, en noviembre de 2010, Man on the Moon: The End of Day fue certificado de oro por la RIAA por vender más de 500 000 copias en los Estados Unidos, la cual es su única certificación. En el Reino Unido, ocupó la posición ciento diecinueve en la lista de álbumes, y de nuevo no alcanzó una mejor posición que esa pero tuvo una mejor actuación en la lista de R&B, donde llegó a la octava posición. En Francia debutó en la posición número cincuenta y seis y no mejoró esta marca. Luego de estar en la lista cinco semanas consecutivas, salió de ella en octubre de 2009. Man on the Moon: The End of Day también alcanzó el puesto cincuenta y seis en la lista de álbumes en Suiza. En la lista de Australia, al inicio de la semana del 28 de septiembre de 2009, el álbum logró su posición máxima en el puesto número ochenta y cinco.

### Reconocimientos y elogios
Man on the Moon: The End of Day fue nombrado «Mejor álbum de hip hop del 2009» y uno de los mejores álbumes debut del año por Entertainment Weekly. Gracias a su «tema clave», «Day 'n' Nite», Cudi también fue, para esta revista, una de las cinco nuevas estrellas del año. Llamándolo un «álbum maravillosamente extraño», James Montgomery de MTV colocó a Man on the Moon: The End of Day en la posición diecinueve de los veinte mejores álbumes del 2009. Dicho crítico mencionó las colaboraciones de otros artistas en el álbum y la narración detallada de este por parte de Common como algunas de las razones para su inclusión en la lista. También fue el «Mejor álbum del 2009» para la revista Complex. Antes de su lanzamiento oficial como sencillo, «Pursuit of Happiness» aparecía en el puesto decimoquinto de la lista de «Mejores 25 canciones del 2009» de Montgomery, y «Day 'n' Nite» estaba en la posición decimoquinta en la lista de las «mejores 25 canciones del 2009» de Rolling Stone. Dos sencillos de Man on the Moon: The End of Day estuvieron nominados en la 52.ª entrega de los Premios Grammy. «Day 'n' Nite» recibió nominaciones tanto para «Mejor canción de rap» como para «Mejor interpretación solista de rap», mientras que «Make Her Say» lo hizo en la categoría de «Mejor interpretación de rap por un dúo o grupo». El primer sencillo también fue nominado para dos BET Hip Hop Awards y un Urban Music Awards. La versión «Crookers Remix» de «Day 'n' Nite» hizo que Cudi recibiera su primer y único Beatport Music Award.

## Lista de canciones
Man on the Moon: The End of Day fue lanzado el 15 de septiembre de 2009 por los sellos discográficos Dream On, GOOD Music y Universal Motown. En total, la duración del álbum es de 58:31. Su versión de lujo incluyó tres canciones adicionales, las cuales ya se encontraban en su mixtape A Kid Named Cudi.
| Act I: The End of Day |                                |                    |          |  |
| N.º                   | Título                         | Productor(es)      | Duración |  |
| 1.                    | «In My Dreams (Cudder Anthem)» | Emile              | 3:19     |  |
| 2.                    | «Soundtrack 2 My Life»         | Emile, No I.D.     | 3:55     |  |
| 3.                    | «Simple As...»                 | Plain Pat, No I.D. | 2:31     |  |

| Act II: Rise of the Night Terrors |                                          |                           |          |  |
| N.º                               | Título                                   | Productor(es)             | Duración |  |
| 4.                                | «Solo Dolo (Nightmare)»                  | Emile                     | 4:26     |  |
| 5.                                | «Heart of a Lion (Kid Cudi Theme Music)» | Free School, Jeff Bhasker | 4:21     |  |
| 6.                                | «My World» (con Billy Craven)            | Plain Pat, Jeff Bhasker   | 4:03     |  |

| Act III: Taking a Trip |                                           |                                    |          |  |
| N.º                    | Título                                    | Productor(es)                      | Duración |  |
| 7.                     | «Day 'n' Nite (Nightmare)»                | Dot da Genius                      | 3:41     |  |
| 8.                     | «Sky Might Fall»                          | Kanye West, Kid Cudi, Jeff Bhasker | 3:40     |  |
| 9.                     | «Enter Galactic (Love Connection Part I)» | Matt Friedman                      | 4:20     |  |

| Act IV: Stuck |                                                         |                                  |          |  |
| N.º           | Título                                                  | Productor(es)                    | Duración |  |
| 10.           | «Alive (Nightmare)» (con Ratatat)                       | Ratatat                          | 4:06     |  |
| 11.           | «CuDi Zone»                                             | Emile                            | 4:19     |  |
| 12.           | «Make Her Say» (con Kanye West y Common)                | Kanye West, Jeff Bhasker, A-Trak | 3:36     |  |
| 13.           | «Pursuit of Happiness (Nightmare)» (con MGMT y Ratatat) | Ratatat                          | 4:55     |  |

| Act V: A New Beginning |                                       |               |          |  |
| N.º                    | Título                                | Productor(es) | Duración |  |
| 14.                    | «Hyyerr» (con Chip tha Ripper)        | Crada         | 3:32     |  |
| 15.                    | «Up Up & Away (The Wake & Bake Song)» | Free School   | 3:47     |  |
| 58:31                  |                                       |               |          |  |

| Pista adicional de la edición de Reino Unido |                |                |          |  |
| N.º                                          | Título         | Productor(es)  | Duración |  |
| 16.                                          | «Day 'n' Nite» | Crookers Remix | 4:41     |  |

| Pistas adicionales de la edición de lujo |                                  |               |          |  |
| N.º                                      | Título                           | Productor(es) | Duración |  |
| 16.                                      | «Man on the Moon (The Anthem)»   | Nosaj Thing   | 3:27     |  |
| 17.                                      | «T.G.I.F.» (con Chip tha Ripper) | Jon Brion, S1 | 2:23     |  |
| 18.                                      | «Is There Any Love?» (con Wale)  | Emile         | 3:31     |  |

## Listas y certificaciones
| País (2009)    | Lista                                         | Mejor más alta | Ref.   |
| -------------- | --------------------------------------------- | -------------- | ------ |
| Australia      | ARIA Charts                                   | 85             | [ 38 ] |
| Canadá         | Canadian Albums Chart                         | 11             | [ 32 ] |
| Francia        | Syndicat National de l'Édition Phonographique | 56             | [ 37 ] |
| Suiza          | Schweizer Hitparade                           | 56             | [ 37 ] |
| Reino Unido    | UK Albums Chart                               | 119            | [ 35 ] |
| Reino Unido    | UK R&B Chart                                  | 8              | [ 36 ] |
| Estados Unidos | Billboard 200                                 | 4              | [ 32 ] |
| Estados Unidos | Top R&B/Hip-Hop Albums                        | 5              | [ 32 ] |
| Estados Unidos | Top Rap Albums                                | 4              | [ 32 ] |

| País           | Lista                | Mejor posición | Ref    |
| -------------- | -------------------- | -------------- | ------ |
| Estados Unidos | Billboard 200 (2009) | 157            | [ 34 ] |
| Estados Unidos | Billboard 200 (2010) | 127            | [ 52 ] |

| País           | Organismo certificador | Certificación | Simbolización | Ref.   |
| -------------- | ---------------------- | ------------- | ------------- | ------ |
| Estados Unidos | RIAA                   | Disco de Oro  |               | [ 11 ] |

## Créditos
Créditos por Man on the Moon: The End of Day adaptados de Allmusic.
| - Jeff Bhasker - Teclado, voz de fondo, producción - Common - Narrador - Andrew Dawson - Ingeniería - Matthew Friedman - Producción - Dot Da Genius - Ingeniería, mezcla, producción - Larry Gold - Dirección de orquesta, cuerdas - Ben Goldwasser - Voz - Kirk Harding - A&R - Emile Haynie - Ingeniería, producción ejecutiva, dirección, producción - Kid Cudi - Producción ejecutiva, producción - Anthony Kilhoffer - Ingeniería - L.E.X. - Voz - Nigil Mack - A&R - Erik Madrid - Asistente - Manny Marroquin - Mezcla | - Vlado Meller - Masterización - The Larry Gold Orchestra - Cuerdas - Anthony Palazzole - Asistente - Christian Plata - Asistente - Ratatat - Ingeniería, producción - Patrick "Plain Pat" Reynolds - Producción ejecutiva, producción - Sylvia Rhone - Producción ejecutiva - Scott Sandler - Dirección de arte, diseño - Phil Sarna - Dirección - Bill Sienkiewicz - Ilustración - Andrew Van Wyngarden - Voz - Kanye West - Producción ejecutiva, producción - Ryan West - Ingeniería - Alain Whyte - Guitarra - Billy Zarro - Marketing, jefe de producto |